# Xcaret Eco Park
Xcaret Eco Park est un parc de loisirs privé situé dans la Riviera Maya au Mexique. On y trouve une mise en scène ludique de la culture mexicaine et en particulier de la culture maya, ainsi qu'un parc zoologique. 
Le spectacle présenté en fin de journée est particulièrement apprécié des visiteurs et notamment des mexicains eux-mêmes, il retrace l'histoire du Mexique depuis l'époque maya jusqu'à nos jours.